# Сурепка Кецховели
Сурепка Кецховели (лат. Barbarea ketzkhovelii) — травянистое растение из семейства Капустные, вид рода Сурепка. Встречается в северо-западной Грузии (Самегрело и Земо-Сванети) и Абхазии. Произрастает в горах на высоте от 2500 до 3200 метров преимущественно на каменистых осыпях.
Многолетнее растение. Стебель голый 5-10 см высотой. Прикорневые листья в основном лировидно-надрезанные, редко округлые. Стеблевые листья по краю зубчатые, сужающиеся к короткому черешку. Чашелистики бледно-зелёные, длиной 2,5-3,5 мм. Лепестки клиновидные, ярко-жёлтого цвета, в два раза длиннее чашелистиков. Плоды — продолговато-линейные, двустворчатые стручки длиной 10-20 мм на короткой плодоножке, направленные косо вверх.
Сурепка Кецховели впервые была обнаружена при изучении растительности и флоры обнажённых субстратов Верхней Сванетии в августе 1976 г., у водораздела рек Ураши и Хоби (западная оконечность Сванетского хребта) на высоте 3000 м (субнивальный пояс).
Этот вид сурепки назван в честь Нико Кецховели (1897—1982), грузинского ботаника и писателя, одного из основателей ботанической школы Грузии.

## Таксономия
|  |                                      |  |                                                             |                                                             |                     |  | ещё 14 семейств (согласно Системе APG II) | ещё 14 семейств (согласно Системе APG II) |                              |  |  |  | ещё несколько десятков видов |
|  |                                      |  |                                                             |                                                             |                     |  | ещё 14 семейств (согласно Системе APG II) | ещё 14 семейств (согласно Системе APG II) |                              |  |  |  | ещё несколько десятков видов |
|  |                                      |  |                                                             | порядок Капустоцветные                                      |                     |  |                                           |                                           | род Сурепка                  |  |  |  |                              |
|  |                                      |  |                                                             | порядок Капустоцветные                                      |                     |  |                                           |                                           | род Сурепка                  |  |  |  |                              |
|  | отдел Цветковые, или Покрытосеменные |  |                                                             |                                                             | семейство Капустные |  |                                           |                                           | вид Сурепка Кецховели        |  |  |  |                              |
|  | отдел Цветковые, или Покрытосеменные |  |                                                             |                                                             | семейство Капустные |  |                                           |                                           |                              |  |  |  |                              |
|  |                                      |  | ещё 44 порядка цветковых растений (согласно Системе APG II) | ещё 44 порядка цветковых растений (согласно Системе APG II) |                     |  |                                           | ещё несколько десятков родов              | ещё несколько десятков родов |  |  |  |                              |
|  |                                      |  |                                                             | ещё 44 порядка цветковых растений (согласно Системе APG II) |                     |  |                                           |                                           | ещё несколько десятков родов |  |  |  |                              |